# Tbilisijski metro
Metro v Tbilisiju (gruzijsko: ლილისის მეტროპოლიტენი) je hitri tranzitni sistem javnega prevoza v Tbilisiju v Gruziji. Odprt 11. januarja 1966, je bil četrti sistem podzemne železnice v nekdanji Sovjetski zvezi. Kot druge nekdanje sovjetske metroje je večina postaj zelo globoko in živo okrašena.
Postaja Rustaveli ima najdaljše tekoče stopnice v sistemu podzemne železnice.
Metro ima dve progi v dolžini 27,3 kilometra, ki oskrbujeta 23 postaj. Leta 2017 je metro prevozil 113.827 milijonov potnikov. Metro upravlja prometno podjetje Tbilisi, ki je začelo obratovati istega leta kot letališče Tbilisi, to je leta 1966.

## Mreža
Linije
| Št.     | Ime                 | Odprta  | Dolžina | Postaje |
| ------- | ------------------- | ------- | ------- | ------- |
| 1       | Akhmeteli–Varketili | 1966    | 19,6 km | 16      |
| 2       | Saburtalo           | 1979    | 7,7 km  | 7       |
| Skupaj: | Skupaj:             | Skupaj: | 27,3 km | 23      |

## Obratovanje
Od leta 2018 sistem sestavljata dve progi, ki oskrbujeta 23 postaj, in deluje na 27,3 kilometra poti in 62,5 kilometra tirov. Od 23 postaj jih je 21 postaj pod zemljo, dve pa sta na površini. Med podzemnimi postajami je 17 globokih in 4 plitve. Globoke sestavlja 6 pilonskih postaj (pilonska postaja je vrsta globoke podzemne postaje podzemne železnice; značilnost je način delitve osrednje dvorane od postaj), 5 stebrnih in 6 z enojnim obokom (zgrajena po tehnologiji Leningrad). Plitke postaje so sestavljene iz treh razponov na stebrih in enega oboka (tehnologija Harkov). Zaradi neenakomerne pokrajine Tbilisija ima podzemna železnica, zlasti proga Ahmeteli-Varketili, en odsek na površju.
Po ocenah je leta 2005 metro letno uporabljalo 105,6 milijona ljudi , čeprav je bil dejanski podatek do leta 2012 blizu 94 milijonov. Vozni park sestavlja 170 železniških kompozicij sovjetskega tipa, sestavljen iz modelov 81–717 / 714 in Еж3, ki delujejo iz dveh skladišč. Postajališča so zgrajena za sprejem vlakov s petimi vagoni, čeprav vozijo tudi vlaki s štirimi vagoni.
Vlaki vozijo od malo pred 6. uro zjutraj (natančni časi se razlikujejo glede na postajo) do polnoči , z razmiki med 2 1/2 minute v času konic do 12 minut kasneje v noči. Hitrost vlaka je 60–90 kilometrov na uro, povprečna hitrost potovanja pa je nekaj več kot 33 kilometrov na uro.

## Cene
Tbilisijski metro uporablja pavšalni sistem 50 tetrijev na potovanje. Žetoni se ne uporabljajo več, vozači morajo za 2 larija kupiti karto Metromoney (karta s shranjeno vrednostjo, ki je na voljo na postajah podzemne železnice), na katero lahko dodajo vrednost. Karta omogoča vozačem, da znotraj 90 minut znova brezplačno vstopijo v sistem, potem ko ga zapustijo .

## Zgodovina
Tbilisi (do leta 1936 uradno znan kot Tiflis), glavno mesto Gruzije, je zgodovinsko veljalo za eno najpomembnejših mest Sovjetske zveze, zlasti glede na njegov politični položaj kot najpomembnejše mesto na Kavkazu in prestolnica Zаkаvkaške SFSR, ki je trajala do leta 1936. Mesto je v 19. in 20. stoletju precej hitro raslo, poleg kulturnega in političnega središča pa je bilo tudi pomembno prometno središče Zakavkazja in tudi industrijsko središče. Vse to je pripomoglo k potrebi po hitrem tranzitnem Metro sistemu.
Gradnja se je začela leta 1952. Tbilisi je bil edino mesto nekdanje ZSSR, kjer se je gradnja sistema Metro začela, preden je število prebivalcev preseglo milijon. Preko milijon prebivalcev je bilo eno glavnih meril za izgradnjo metroja v sovjetskih mestih. 11. januarja 1966 so tbilisijski metro odprli: bil je prvi in edini sistem metroja v Gruziji in četrti v nekdanji Sovjetski zvezi (po Moskvi, Sankt Peterburgu in Kijevu), ko so odprli prvih šest postaj. Od takrat je sistem stalno naraščal in se razširil na dvotirno omrežje s 23 postajami.
V 1990-ih se je večina imen postaj v sovjetskem obdobju spreminjala. Finančne težave po razpadu Sovjetske zveze so Metro še posebej močno prizadele glede delovanja in širitve. Sredi 1990-ih tbilisijski metro običajno ni deloval zaradi pomanjkanja električne energije . Metro je bil do nedavnega premalo financiran in je deloval v resnih težavah zaradi slabe oskrbe z električno energijo. Prav tako so postala zloglasna drobna kazniva dejanja, kot je žeparjenje in ropi. Poleg tega se je v zadnjih letih na postajah metroja zgodilo več incidentov. 9. oktobra 1997 se je nekdanji policist razstrelil na postaji Didube. 14. februarja 2000 je najstnik v metro postajo vrgel domačo ročno bombo in poškodoval več ljudi. Marca 2004 je bilo več ljudi zastrupljeno z neznanim plinom med uporabo metroja.
Vendar pa so se od leta 2004 do 2005 kazniva dejanja zmanjšala zaradi varnostnih in upravnih reform v sistemu. Tudi druge službe so se bistveno izboljšale.
Tbilisijski metro je v veliki fazi sanacije, vključno z obnovo postaj in posodobitvijo vlakov in drugih naprav. Mestni proračun za leto 2006 je za ta projekt namenil 16 milijonov larijev. Nekdanji gruzijski predsednik Miheil Sakašvili je obljubil, da bo postal metro najprestižnejši sistem javnega prevoza, generalni direktor Zurab Kikališvili pa je obljubil, da bo metro popeljal do evropskih standardov. Postopek nadgradnje se je močno upočasnil in julija 2010 je bila podzemna železnica še vedno daleč od svojega ciljnega standarda. Nekatere prenovljene postaje so morali kmalu spet popraviti zaradi slabe kakovosti prenove. Januarja 2012 naj bi se začela gradnja na podaljšku proge Saburtalo od postaje Vazha-Pšavela do nove postaje Sahelmcipo Universiteti (Državna univerza), od tega je bilo v sovjetskem obdobju 80 % del že zaključenih. Gradnja je bila financirana z azijsko razvojno banko julija 2015, postaja pa naj bi se odprla septembra 2017 . Postaja je bila končno odprta za javnost 16. oktobra 2017.

## Prihodnost
Sistem je imel tudi napreden načrt razširitve, tretjo linijo med drugimi kraji, tudi okrožjem Vake. V središču mesta tvori tipičen sovjetski trikotnik s tremi linijami in šestimi kraki postavitve. Vendar večina gradbišč ostaja zamrznjena, nekatera so iz sovjetskega obdobja.
Načrtujejo tudi vrnitev tramvajskega omrežja.
Oktobra 2018 je gruzijska premierka Mamuka Bahtadze med konferenco Gruzijske sanje napovedala, da bo 7 novih postaj oblikovalo novo progo, ki bo povezovala osrednji Tbilisi z obrobjem mesta in letališčem Tbilisi Šota Rustaveli. Po načrtu bo nova nadzemna proga vodila od metro postaje Samgori do trga Lilo na vzhodu mesta. Župan Kaha Kaladze je dodal, da naj bi se proga razširila do Rustavija, večjega mesta, oddaljenega 30 km od glavnega mesta. Kljub temu to še vedno ostaja le načrt, dokler se nadzemna linija ne odpre.